# Boleslas Januszowic
 Bolesław Januszowic parfois nommé Boleslas III de Varsovie (né vers 1385/86 - mort vers le 4 mai 1424  ou en 1428 ) est un prince Piast de la lignée des ducs de Mazovie.

## Biographie
Boleslas ou en polonais Bolesław est le second fils du duc de Varsovie Janusz Ier l'Aîné et de Danuté de Lithuanie, une fille de Kęstutis, grand-duc de Lituanie.
Dès son jeune âge il est préparé à gouverner la Mazovie aux côtés de son frère ainé Janusz le Jeune (en). En 1409 il est envoyé par son père à la tête d'une expédition de représailles contre les domaines de l'Ordre Teutonique, qui s'achève avec la conquête et l'incendie de Działdowo et de 14 villages des alentours. Deux ans plus tard en 1411, il est le représentant des ducs de Mazovie et il participe à la signature de la Paix de Toruń.
En 1412 Bolesław est à Cracovie, à la cour du roi Ladislas II Jagellon, et avec d'autres princes il se rend jusqu'à la cité frontière de Stará Ľubovňa pour une rencontre avec Sigismond de Luxembourg. En 1414 il participe à une autre guerre contre l'Ordre Teutonique, et il coordonne cette fois personnellement les mouvements des troupes de Mazovie. Après 1422, à la suite de la mort de son frère ainé Januz le Jeune, Bolesław reçoit la région de Czersk, où il tient sa propre cour et exerce le gouvernement.
Bolesław meurt, après 1420, peut-être avant le 4 mai 1424 ou en 1428. Il est inhumé à côté de son père dans la cathédrale Saint-Jean de Varsovie.

## Union et postérité
Vers 1412/1413, Bolesław épouse une princesse lituanienne morte entre le 3 mai et le 1er août 1458, identifiée désormais à Anna Feodorovna fille de Fédor Olgerdovich, Prince de Rylsk, Ratnie et Bryansk, un des fils ainés d'Algirdas, grand-duc de Lituanie, et en conséquence demi-frère du roi Ladislas II Jagellon né d'un second mariage d'Algirdas ou bien antérieurement à Anna Ivanovna Holczanski fils d'Iwan Olgimontowisch  Ils ont trois enfants:
- Conrad (né en 1413 - mort le 21 juillet 1427).
- Euphémia (avant 1420 - avant 3 mars 1436), épouse avant 7 février 1435 Michael Žygimantaitis (en), un prince lituanien.
- Bolesław IV qui succède à son grand père Janusz Ier dans tous ses domaines comme son seul descendant mâle.